# Pet Fennec
Pet Fennec est un groupe espagnol de rock indépendant, originaire de Londres, et basé à Saint-Sébastien, Guipuscoa.

## Histoire
Le groupe est formé à Londres, au Royaume-Uni, en 2011 par Urko Eizmendi, originaire de Saint-Sébastien. Ils chantent des chansons en anglais qui ressemblent à des mélodies des années 1960 et 1970.
Urko Eizmendi a été tourné vers la pop, c'est ainsi qu'il a formé le groupe Civil Love. Iñaki Castro joue dans le groupe de punk hardcore Krilin. En 2011, Urko forme Pet Fennec et commence à composer des chansons à Londres. Le groupe du festival Kutxa Kultur 2015 est formé pour jouer en live. Ces chansons, créées à Londres, se réunissent et sortent leur premier album en octobre 2017, Mount Pleasant,,.

## Discographie
- 2017 : Mount Pleasant